# Campeonato Nacional de Rodeo de 1976
El Campeonato Nacional de Rodeo de 1976 fue la versión número 28 de la máxima cita del rodeo chileno, deporte nacional de Chile desde 1962. Este campeonato se realizó por octava vez en Rancagua ya que a partir del año anterior se había comenzado a realizar todos los campeonatos solamente en dicha ciudad en la Medialuna Monumental de Rancagua.
Los campeones fueron Ramón González y Pedro Vergara en "Placer" y "Angamos" con 26 puntos, el puntaje más alto desde 1969. Los jinetes representaban a la Asociación de Rodeo de Rancagua y era la primera vez en la historia de este campeonato que los campeones eran de la histórica ciudad y celebraron con todo el público local de la medialuna. 
Este campeonato fue uno de los más emocionantes en cuanto a definición. Los campeones y vicecampeones tenían el mismo puntaje y desempataron por medio de tres toros extras.
El vicecampeonato fue para los osorninos Ricardo de la Fuente y Gustavo Rey en "Cacarita" y "Ña Juana" (yeguas hermanas), mientras que los terceros campeones resultaron Eduardo Varela y Daniel Castro en "Antifaz" y "Yatagán".
Antes de comenzar la serie campeones se disputó la final del movimiento de la rienda. Por tercera vez consecutiva se tituló campeón de la tradicional prueba de destreza Alfredo Muñoz en "Taponazo" con 54 puntos. El "sello de raza" fue para "Esmeralda" de propiedad de don Juan Gómez M.

## Resultados

### Serie de campeones
| Cuarto Animal 1976 | Cuarto Animal 1976                      | Cuarto Animal 1976        | Cuarto Animal 1976 | Cuarto Animal 1976 |
| ------------------ | --------------------------------------- | ------------------------- | ------------------ | ------------------ |
| Lugar              | Jinetes                                 | Caballos                  | Asociación         | Puntaje            |
| 1º                 | Ramón González y Pedro Vergara          | "Placer" y "Angamos"      | O'Higgins          | 26+5+3+3           |
| 2º                 | Ricardo de la Fuente y Gustavo Rey      | "Cacarita" y "Ña Juana"   | Osorno             | 26+5+3+0           |
| 3º                 | Eduardo Varela y Daniel Castro          | "Antifaz" y "Yatagán"     | O'Higgins          | 24                 |
| 4º                 | Arno Gaedicke y Rubert Gaedicke         | "Esmeralda" y "Campesino" | Osorno             | 23                 |
| 5º                 | Tito Gaedicke y Santiago Angulo         | "Fantoche" y "Maní"       | Osorno             | 23                 |
| 6º                 | Ramón Cardemil y Manuel Fuentes         | "Burlesca" y "Nutria"     | Curicó             | 21                 |
| 7º                 | Guillermo Aguirre y José Manuel Aguirre | "Antonio" y "Centauro"    | O'Higgins          | 18                 |

## Cuadro de honor temporada 1975-1976

### Jinetes
- 1.º Ricardo de la Fuente[6]
- 2.º Ramón Cardemil
- 3.º Raúl Cáceres

### Caballos
- 1.º Angamos
- 2.º Temo
- 3.º Pandillero

### Yeguas
- 1.º Cacarita
- 2.º Taquilla
- 3.º Burlesca
- 3.º Ña Juana

### Potros
- 1.º El Huila
- 2.º Borracho
- 3.º Cachupín
- 3.º Campesino